# Alma de Rua
Alma de Rua é uma galeria de arte de rua, arte urbana e grafite criada em 2016 pelo curador Tito Bertolucci, localizada na rua Gonçalo Afonso, 96, Jardim das Bandeiras, próxima ao Beco do Batman. Uma segunda unidade, Alma de Rua II, foi aberta em 2022 na rua Medeiros de Albuquerque, 188, Jardim das Bandeiras, devido ao tamanho do acervo.